# Watermelon, Chicken & Gritz
| Críticas profissionais | Críticas profissionais |
| Avaliações da crítica  | Avaliações da crítica  |
| Fonte                  | Avaliação              |
| ---------------------- | ---------------------- |
| Allmusic               | [ 1 ]                  |
| Entertainment Weekly   | B                      |
| HipHopDX               | [ 3 ]                  |
| NME                    | (6/10)                 |
| Q                      | [ 4 ]                  |
| RapReviews             | (7.5/10)               |
| Robert Christgau       | hm1                    |
| Rolling Stone          | [ 7 ]                  |
| Spin                   | (8/10)                 |
| Stylus Magazine        | B+                     |

Watermelon, Chicken & Gritz é o álbum de estreia do sexteto de rap do Kentucky, Nappy Roots. Foi lançado em 26 de Fevereiro de 2002, e promovido pelos hit singles "Awnaw" e "Po' Folks", que foi feito com a participação de Anthony Hamilton e alcançou a 21ª posição na Billboard Hot 100.
O álbum recebeu um disco de platina da Recording Industry Association of America.

## Lista de faixas
| #  | Título                         | Produtor(es)                                        | Participação(ões)  | Duração |
| -- | ------------------------------ | --------------------------------------------------- | ------------------ | ------- |
| 1  | "Intro"                        | James "Groove" Chambers                             |                    | 0:26    |
| 2  | "Hustla"                       | James "Groove" Chambers                             |                    | 3:45    |
| 3  | "Set It Out"                   | James "Groove" Chambers                             |                    | 3:52    |
| 4  | "Country Boyz"                 | Brian Kidd                                          |                    | 4:30    |
| 5  | "Ballin' On A Budget"          | James "Groove" Chambers                             |                    | 3:42    |
| 6  | "Awnaw"                        | James "Groove" Chambers                             | Jazze Pha          | 3:59    |
| 7  | "Headz Up"                     | James "Groove" Chambers                             |                    | 4:07    |
| 8  | "Slums"                        | James "Groove" Chambers                             | CJ "Vodou" Henry   | 3:25    |
| 9  | "Po' Folks"                    | The Trackboyz                                       | Anthony Hamilton   | 4:08    |
| 10 | "Start It Over"                | The Trackboyz                                       |                    | 4:05    |
| 11 | "Blowin' Trees"                | James "Groove" Chambers                             |                    | 4:17    |
| 12 | "Sholiz"                       | Mike City                                           |                    | 4:07    |
| 13 | "Life's A Bitch"               | Carlos "6 July" Broady                              |                    | 4:40    |
| 14 | "My Ride"                      | James "Groove" Chambers                             | Ayesha Kirk        | 3:25    |
| 15 | "One Forty"                    | James "Groove" Chambers                             |                    | 4:25    |
| 16 | "Dime, Quarter, Nickel, Penny" | Troy Johnson                                        |                    | 3:47    |
| 17 | "Kentucky Mud"                 | James "Groove" Chambers                             |                    | 4:45    |
| 18 | "The Lounge"                   |                                                     |                    | 0:39    |
| 19 | "Ho Down"                      | Mike Caren                                          | The Barkays        | 4:45    |
| 20 | "Headz Up (refried)"           | James "Groove" Chambers and remixed by Troy Johnson | Tiffany Villarreal | 4:02    |

O relançamento inclui a faixa "Awnaw (Rock Remix Feat. Marcus Of P.O.D.)"

## Posições nas paradas musicais
| Parada musical (2002)                   | Posição |
| --------------------------------------- | ------- |
| E.U.A. Billboard 200                    | 24      |
| E.U.A. Top Billboard R&B/Hip-Hop Albums | 3       |